# Salah Ben Youssef
Salah Ben Yusuf (árabe:  صالح بن يوسف / Ṣalāḥ ibn Yūsuf, 11 de octubre de 1907 - 12 de agosto de 1961) fue un político tunecino y uno de los principales dirigentes del Movimiento Nacional Tunecino junto a Farhat Hached y Habib Burguiba. 

## Vida
Nació en Magrawa (isla de Jerba, Túnez). Provenía de una familia de ricos e influyentes empresarios, se formó como abogado y entró en la política donde sus cualidades prometían un futuro que lo colocaría en el papel de heredero aparente de Bourguiba.
Aprendió los principios de lectura y escritura en la Mezquita Hader Bash; a los ocho años su abuelo lo envió a la capital para que estudiara y obtuvo el certificado de primaria en la escuela de Nahj al-Tribinal. Para continuar con la educación superior viajó a Francia para estudiar en la Sorbona, obteniendo un título en derecho y ciencias políticas en 1933. Regresó a Túnez en 1934 para abrir un bufete de abogados, que más tarde convirtió en la sede de sus actividades nacionales. Se incorporó directamente a las filas del nuevo Partido Constitucional Libre y ocupó las primeras filas en él, por lo que asistió a las reuniones del Buró Político y del Cuerpo Político.

## Carrera profesional

### La Independencia de Túnez
Durante la I G.M. Túnez fue territorio por el que los franceses salían al mar. Con la llegada del periodo de entreguerras (aproximadamente 1920), nació el sentimiento nacionalista en el territorio, reivindicando el restablecimiento del Bey. A este movimiento se le denominó al-Destour. Este despertar nacionalista también pedía una pseudoconstitución y que Francia dejase por escrito las reformas que quería ejercer sobre el país. Este movimiento creció más a partir de 1934, pasando a llamarse al-Destour al-yadid, Neo-Destour. Estuvo encabezado por un militar nacionalista llamado Habib Burguiba, que luchó pacíficamente contra los franceses, pidiendo libertad, reconocimiento y el derecho de que los tunecinos pudieran elegir a sus representantes. Finalmente Francia acabó retirándose de Túnez como lo hizo del resto de países tras la II G.M., y en 1956 Francia reconoció la autonomía de Túnez, por lo que en 1957 se proclamó la República de Túnez, siendo Habib Burguiba el primer presidente de esta república.

### Los primeros años de Independencia
En las elecciones generales de 1959, como era de esperar, el partido Neo-Destour ganó los 90 escaños en la nueva Asamblea Nacional y se promulgó una constitución que hizo que el Neo-Destour fuera "el único responsable del gobierno y el orden en el país". Túnez se había convertido así efectivamente en un Estado de partido único. Sin embargo, ese partido no era monolítico ni estaba completamente detrás de Bourguiba. Durante las negociaciones con Francia, Salah Ben Youssuf, su lugarteniente y secretario general del partido, se había opuesto al acuerdo de autonomía. Había declarado que el acuerdo representaba un paso atrás y que el partido debería exigir la independencia total de inmediato. Con la mayoría del partido detrás de él, así como el poder de la UGTT, Bourguiba persuadió al partido para que expulsara a Ben Youssuf. Sin embargo, este último lanzó una campaña para ser reconocido como el líder legítimo del Neo-Destour, apelando al viejo Destour en busca de apoyo y recurriendo a tácticas de guerrilla violentas. Bourguiba enfrentó no solo este desafío, sino también las demandas de los fieles del partido de recompensas ahora que habían alcanzado el poder: trabajos, ingresos y privilegios.

### Durante el Neo-destour
Inició su carrera política como secretario general del Neo-Destour, cargo en el que desempeñó un papel destacado durante el exilio de Burguiba. En marzo de 1934 Burguiba y su grupo de jóvenes nacionalistas rompieron con el Paleo-Destour en el Congreso de Ksar Hellal, en el Sahel, creando el Neo-Destour con el Dr. Matiri como presidente y Burguiba como secretario general. Crearon también su propio periódico en lengua francesa, Al-Amal (La acción), y lanzaron una campaña contra el pago de impuestos y un boicot a los productos franceses. Para intentar frenar las consecuencias de la campaña, el Residente deportó al sur tunecino, el 3 de septiembre de 1934, a cuatro dirigentes comunistas judíos y a ocho neo-desturianos, entre ellos los hermanos de Burguiba y el Dr. Matiri. Unos meses más tarde, en una nueva ola de deportados se incluyó a Salah Ben Yusuf.
El Frente Popular francés que llegó al poder en 1936, inauguró una política de apertura hacia el nacionalismo tunecino, cayó a finales de junio de 1937 y casi un año después, en abril de 1938, tuvo lugar una violenta protesta de la mano de veintinueve dirigentes neo-desturianos, que fueron acusados de complot contra la seguridad del Estado. Veinte de ellos, entre los que se encontraban dos hermanos de Burguiba, Salah Ben Yusuf y Hedi Nuira, fueron procesados. En noviembre de 1939, pendientes aún del proceso, fueron transferidos de la prisión de Túnez a la de Teboursouk y de ahí a Marsella, donde habrían de ser liberados por los alemanes en diciembre de 1942.
En abril de 1950 Ben Yusuf viajó a París para difundir las reivindicaciones tunecinas entre la opinión pública progresista y definió un programa que incluía un Gobierno homogéneo presidido por el Bey, una Asamblea Constituyente elegida por sufragio universal y la suspensión de cargos franceses como el secretario general, los controladores y la gendarmería. En sus negociaciones, el acuerdo se produjo a propósito de la progresiva incorporación de los tunecinos al cogobierno del país, pero los plazos para conseguirlo parecieron demasiado lentos a los ojos de los nacionalistas. Estos nacionalistas, entre ellos Ben Yusuf, se incorporaron a un nuevo Gabinete presidido por Muhammad Chenik en agosto de 1950; Ben Yusuf fue nombrado ministro de Justicia. El 13 de enero de 1952 Ben Yusuf y Badra, ambos ministros, entregaron a la Organización de las Naciones Unidas (ONU) una denuncia sobre la cuestión tunecina. Ben Yusuf escapó por poco de ser arrestado y deportado. Mientras viajaba por el mundo durante más de tres años, (hasta que finalmente fue recibido por Gamal Abdel Nasser, Jawaharlal Nehru y también Zhou Enlai), se firmaron acuerdos con Francia sobre autonomía interna. Para Ben Yusuf, la evacuación de las tropas francesas de todo el territorio tunecino era un paso previo necesario para la verdadera independencia nacional. 
El Neo-Destour había comenzado a dividirse a principios de la década de 1950: un grupo apoyaba a Burguiba y el otro se alineaba con Salah Ben Yusuf , que dirigía el partido cuando los franceses encarcelaron a Burguiba. En 1951, los franceses permitieron que asumiera el cargo un gobierno con simpatías nacionalistas, del cual el secretario general del Neo-Destour, Salah Ben Yusuf, se convirtió en miembro. Sin embargo, cuando el gobierno recién formado quiso establecer un parlamento tunecino, se produjeron más represiones: Burguiba tuvo que exiliarse y la mayoría de los ministros fueron arrestados. Esto resultó, por primera vez, en estallidos de terrorismo. Las guerrillas nacionalistas comenzaron a operar en las montañas, paralizando virtualmente el país.
Respecto al grupo de Salah Ben Youssef, sus simpatizantes se encontraban en Túnez entre los veteranos (fellagha) del movimiento guerrillero. Ben Youssef tenía un fuerte apoyo regional del sur, donde la resistencia estaba activa y donde los miembros de las tribus y los campesinos se habían sentido desatendidos por la concentración de la fuerza y el desarrollo económico de Neo-Destour en las regiones costeras y del norte.

## Tras el exilio
En 1955 Salah Ben Yusuf, secretario general de Neo-Destour, regresó de su exilio en El Cairo. Acusó a Burguiba de practicar una “política de negación y traición” con respecto al pueblo tunecino y la revolución argelina. En su regreso a Túnez desde El Cairo ese mismo año, contaba con unos planteamientos panárabes cercanos al nasserismo, más radicales en su defensa de la unidad magrebí y contrarios a la lentitud del proceso de independencia y a la garantía y los privilegios ofrecidos a los franceses. 
Afrontando una oposición abierta a Burguiba desde el mismo momento de su llegada, Ben Yusuf fue excluido de la dirección del partido acusado de indisciplina. La guerra fue total entre los líderes, movilizándose en la liza todas las fuerzas del país. Ciertas instituciones religiosas, entre ellas la más prestigiosa del país, Zituna, gran mezquita y universidad de la capital, optaron por Ben Yusuf y tuvieron que pagar por ello. La UGTT apoyó a Burguiba y, finalmente, el congreso del partido eliminó a los seguidores del líder e implementó un plan de agitación en todo el país. Sus seguidores y los de Burguiba, los “yusefistas” y los “burguibistas” respectivamente, aumentaron entonces sus reuniones para denunciar y demoler la posición del partido opositor.
En junio de 1955, los delegados tunecinos firmaron finalmente un acuerdo —aunque aunque se impusieron límites estrictos en los campos de la política exterior, la educación, la defensa y las finanzas— y se formó un ministerio principalmente del Neo-Destour. Salah Ben Yusuf denunció el documento, diciendo que era demasiado restrictivo, y se negó a asistir a un congreso especialmente convocado que apoyaba unánimemente a Burguiba. Ben Youssef, en respuesta, organizó una breve resistencia armada en el sur que fue rápidamente reprimida con ayuda de los franceses. De manera que fue expulsado del partido en 1955, se estableció en El Cairo e inició una campaña de guerrillas de seis años contra Neo-Destour, los franceses y Bourguiba. Salah Ben Youssef huyó del país para escapar del encarcelamiento, fue a Trípoli en enero de 1956; se mantuvo en constante activismo hasta 1958.

## Asesinato
En dos ocasiones, en enero de 1957 y noviembre de 1958, Ben Yusuf fue condenado a muerte. Salah Ben Yusuf, que había sido una figura clave en la lucha por la independencia de Túnez, se tuvo que exiliar después de enfrentarse al fundador del Túnez moderno, Habib Burguiba. Su fuga, el 28 de enero de 1956, fue anterior a estas dos sentencias de muerte y gracias a ello evitó tener que cumplirlas. Huyó a Trípoli y luego a El Cairo, donde se benefició de una disputa entre Burguiba y Nasser. Sin embargo su presencia pronto se volvió molesta. Ben Yusuf se mantuvo intransigente con Burguiba a quien vio por última vez en Zúrich el 3 de marzo de 1961; Ben Yusuf se encontraba afectado por un eccema en las piernas y se instaló el 2 de junio de 1961 en un hotel de Wiesbaden, cerca de Frankfurt, para someterse a un tratamiento térmico. El 12 de agosto fue asesinado en un hotel de Frankfurt donde lo encontraron dos compatriotas. 
Algunas fuentes publicadas sostienen que los protagonistas de la eliminación de Ben Yusuf son Burguiba, su esposa Wassila, Mohamed Masmoudi, Hassen Belkhodja, Taieb Mhiri y Bashir Zarg Layoun. El Ministro de interior tunecino, Taieb Mehiri, había solicitado la ayuda de dos personas, incluido Zarg Layoun para reclutar secuaces capaces de actuar en el asesinato de Ben Yusuf. El plan elaborado consistía en hacer creer a Ben Yusuf que los oficiales del ejército tunecino querían verlo para informarle y hacer planes en su presencia para un golpe de Estado. Apenas veinte días después del final de la crisis de Bizerta y aprovechando la euforia patriótica de los tunecinos, Burguiba consideró que era el momento justo para deshacerse de su principal rival político. 
Al llegar a Frankfurt, Ben Yusuf dejó a su esposa Soufia en un café de la Kaiserstrasse y se dirigió al Hotel Royal ubicado en la misma calle donde fue recibido por dos compatriotas y se dirigió con ellos hasta su habitación para estudiar el plan. Uno de los compatriotas le disparó a las 16:30h. No fue hasta tres horas después que su esposa lo descubrió en un charco de sangre. En coma, Salah Ben Yusuf fue trasladado al Hospital Universitario de Frankfurt, donde murió alrededor de las 22:45h sin recuperar la conciencia. Tras su muerte sus seguidores pronto desaparecieron.
El cuerpo de Ben Yusuf fue devuelto a El Cairo y enterrado en el cementerio de Djellaz. Su esposa no regresó a Túnez hasta el 22 de diciembre de 1987 después de más de 30 años de exilio en El Cairo. Fue recibida el 2 de enero de 1988 por el presidente tunecino Zine el-Abidine Ben Ali. 
Los académicos dijeron que Ben Yusuf había planeado asesinar a Burguiba y dar un golpe de Estado antes de que lo mataran.  En abril de 2012 , Al Jazeera Documentary Channel emitió una película sobre su vida, producida por el tunecino Jamel Dallali y titulada Salah Ben Youssef, un crime d'État  ("Salah Ben Youssef, un crimen de Estado").
Después del trabajo de la Instancia de la Verdad y la Dignidad, la sala penal especializada en casos de justicia transicional dentro del tribunal de primera instancia de Túnez comienza a trabajar en 16 de mayo de 2019 con los acusados la Presidencia de la República, la Guardia Presidencial, el Ministerio de Interior, el Ministerio de Relaciones Exteriores, la Embajada de Túnez en Alemania Occidental, Bourguiba, Zarg Layoun, Hassan Ben Abdelaziz Ouerdeni, Abdallah Ben Mabrouk Ouerdeni, Mohamed Ben Khalifa Mehrez y Hmida Ben Tarbout. Sin embargo, el caso está cerrado debido a la muerte de Bourguiba, Zarg Layoun y Hassan Ouerdeni. Abdallah Ouerdeni y Khalifa Mehrez no están localizados y en la instancia solo se escucha a Ben Tarbout.